# مسافر الخليج
مسافر الخليج هي خدمة اقتصادية كاملة لشركة طيران الخليج. كانت القاعدة الرئيسية في مطار أبوظبي الدولي. وقد انتقلت لفترة وجيزة بين مطارات البحرين ومسقط بعد انسحاب أبوظبي من شركة طيران الخليج في عام 2005 وفي مايو 2007 انسحبت سلطنة عمان أيضا من المجموعة لتصبح البحرين المالك الوحيد لطيران الخليج. ومنذ ذلك الحين استحدثت خدمة مسافر الخليج.

## التاريخ
تأسس مسافر الخليج في 1 يونيو 2003 كجزء من برنامج إعادة الهيكلة والتحول لمدة ثلاث سنوات في طيران الخليج بقرار من جيمس هوجان. النموذج يهدف لزيادة الطلب القليل على الدرجة الأولى أو درجة رجال الأعمال. أول رحلة لمسافر الخليج كانت ما بين أبوظبي وجدة في 15 يونيو 2003.
حسب المخطط فإنه كان من المفترض إضافة برمنغهام في المملكة المتحدة على قائمة الوجهات في عام 2004 ثم ألغت في نهاية المطاف.

## الوجهات السابقة
وجهات مسافر الخليج حسب ما يلي:
 البحرين (المركز)
 بنغلاديش - دكا
 الهند - مومباي، ثيروفانانثابورام
 إندونيسيا - جاكارتا
 الأردن - عمان
 كينيا - نيروبي
 النيبال - كاتماندو
 عمان - مسقط (المركز)
 باكستان - إسلام آباد، كاراتشي, لاهور، بيشاور
 السعودية - الدمام، جدة, الرياض
 تنزانيا - دار السلام، زنجبار
 الإمارات العربية المتحدة - أبو ظبي، دبي
 مصر - القاهرة
 الاردن - عمان
 العراق - بغداد، النجف

## الأسطول
يتألف أسطول مسافر الخليج من الطائرات التالية (اعتبارا من مارس 2007):
- 5 من طائرات بوينغ 767.
- 2 من طائره ايرباص 320.
- 3 من طائره ايرباص 319.

## وصلات خارجية
- الموقع الرسمي نسخة محفوظة 24 يوليو 2008 على موقع واي باك مشين.